# 茶园站 (贵阳市)
茶园站是贵阳轨道交通2号线的地铁车站，位于中华人民共和国贵州省贵阳市云岩区百花大道与茶园路交叉口，于2021年4月28日开通。

## 车站结构
茶园站沿百花大道呈东西向设置，为地下三层岛式站台车站，车站长259.7米，车站地下一层为设备层，地下二层为站厅层，地下三层为站台层。车站东侧设有两条存车线。
| 地面              | 出入口 | A、B出入口 |
| 地下一层          | 设备   | 车站设备 |
| 地下二层          | 站厅   | 客服中心、自动售票机、验票机                                                                                    |
| 地下三层          | 站台   | \| \| \| █ 2号线往白云北路（金阳南路） \| \| 島式 · 開左邊车门 \| \| \| \| \| \| █ 2号线往中兴路（百花大道） \| |
|                   |        | █ 2号线往白云北路（金阳南路）                                                                                   |
| 島式 · 開左邊车门 |        | |
|                   |        | █ 2号线往中兴路（百花大道）                                                                                     |

## 车站出口
茶园站共有2个出入口，各出口及周围设施如下所示：
| 编号                                  | 出入口信息                                 | 照片 | 无障碍设施 |
| ------------------------------------- | ------------------------------------------ | ---- | ---------- |
| A出口 · 出口 · 上海地铁无障碍电梯标志 | 百花大道，茶园路，清怡路，世纪金源购物中心 |      |            |
| B出口 · 出口 · 上海地铁无障碍电梯标志 | 百花大道，贵阳市野鸭小学                   |      |            |
| 注： 设有                             |                                            |      |            |

## 接驳交通

### 公交车
- 西南五金市场：47路，221路，237路，602路，688路，K237路大站快车

## 车站历史
本站建设时期工程名为茶园村站，开通前正式命名为茶园站，站名来自车站所处的茶园路街道。
- 2018年4月25日，车站主体结构封顶[2]。
- 2021年4月28日，车站随2号线工程通车开通[1]。